# Vojtěch Doležil
Vojtěch Doležil, křtěný Vojtěch Josef Antonín (11. června 1882 Kunčice pod Ondřejníkem - 27. října 1961 Praha), byl český malíř, pedagog a typograf.

## Život
Vojtěch Doležil se narodil v Kunčicích pod Ondřejníkem v rodině místního učitele Josefa Doležila a jeho ženy Terezie rodem Zapletlové z Tovačova. Vojtěch vyrůstal v učitelské rodině, měl dva bratry, staršího Huberta a mladšího Metoda, jeho otec muzicíroval, on sám raději kreslil. Obecnou školu navštěvoval v Kunčicích a za dalším studiem odešel do Frenštátu pod Radhoštěm, kde v letech 1894-1896 studoval na Chlapecké měšťanské škole. V letech 1897-1898 pokračoval ve studiu na chlapecké měšťanské škole v Příboru a v letech 1898-1901 pak na C. k. ústavu ku vzdělávání učitelů v Kroměříži. Tímto studiem zakončil přípravu na své budoucí povolání učitele a v letech 1901-1904 působil v Kyjově jako podučitel na obecné škole.
Následně odešel do Prahy, kde se krátce školil v Kalvodově krajinářské škole, které mu bylo přípravou k dalšímu zamýšlenému studiu. Načež odešel do Drážďan, kde v letech 1904-1908 navštěvoval akademii malířských umění, zde se školil u prof. Gotthardta Kuehleho, Oskara Zwintschera a Richarda Müllera. Za dalším studiem odjíždí do Prahy, kde v letech 1908-1909 suduje na umělcko-průmyslové škole u prof. Bedřicha Klugeho, Karla Maška, Jana Preislera a Ludvíka Wurzela. Další štací se mu stalo město Brno, kde v letech 1909-1912 působil na Státní průmyslové škole jako asistent kreslení, v letech 1910-1914 provozuje "Doležilovu malou malířskou školu" a v roce 1911 absolvoval Státní zkoušku z kreslení, geometrie a modelování u C.k. Pražské zkušební komisse na učitelství kreslení při školách středních.
V letech 1912-1916 působil na Státním reálném gymnáziu v Liberci jako profesor kreslení. Mezi tím se v roce 1914 oženil s Hildou Navrátilovou. V roce 1915 Brno natrvalo opustil a usadil se v Praze, kde pověšinou vyučoval kreslení. V letech 1916-1919 působil na Reálném gymnáziu, v letech 1919-1921 na Státním gymnáziu na Žižkovově a v letech 1921-1939 na Státním ženském učitelském ústavu. V letech 1931-1939 ještě působil jako pofesor výtvarných nauk na Státní pedagogické akademii při Filozofické fakultě Univerzity Karlovy v Praze. V roce 1939 s příchodem okupantů odešel do výslužby. Vojtěch Doležil zemřel v Praze v roce 1961.

## Výstavy (výběr)

### Autorské
- 1920 Vojtěch Doležil: Krajiny z Vysokých Tater a Javoriny, Tatranská Lomnica, Tatranská Lomnica
- 1922 Vojtěch Doležil: Slovenské hrady, Rubešova galerie, Praha
- 1924 Vojtěch Doležil: Pocta Bedřichu Smetanovi, Topičův salon, Praha
- 1926 Vojtěch Doležil: Vítkovické železárny, Topičův salon (1918-1936), Praha
- 1927 Vojtěch Doležil: Soubor obrazů Stará Praha z let 1911 - 1927, Topičův salon (1918-1936), Praha
- 2014 Prof. Vojtěch Doležil z let 1905 - 1960 z cyklů: Stará Praha, Slovensko, Architektura a příroda Lašska, Vítkovické železárny, Provence, Dalmácie a Zátiší, Galerie ABF, Praha

### Kolektivní
- 1918 Výstava českých umělců ve prospěch pozůstalých po československých legionářích, Topičův salon, Praha
- 1946 Český národ Rudé armádě, Praha, Praha
- 2006 Vítkovice Industria Art, Galerie Stará radnice, Brno
  - Vítkovice Industria Art, Galerie Mansarda, Praha
- 2007 Ostrava ve výtvarném umění, Ostrava (Ostrava-město), Ostrava

## Doležilova malá malířská škola - absolventi[5]
- Karel Volejníček
- Jaroslav Veris
- František Gellner
- Milena Šimková-Elgrová
- František Podešva
- Josef Zamazal
- Věra Jičínská